# Sistema de bicicletas públicas

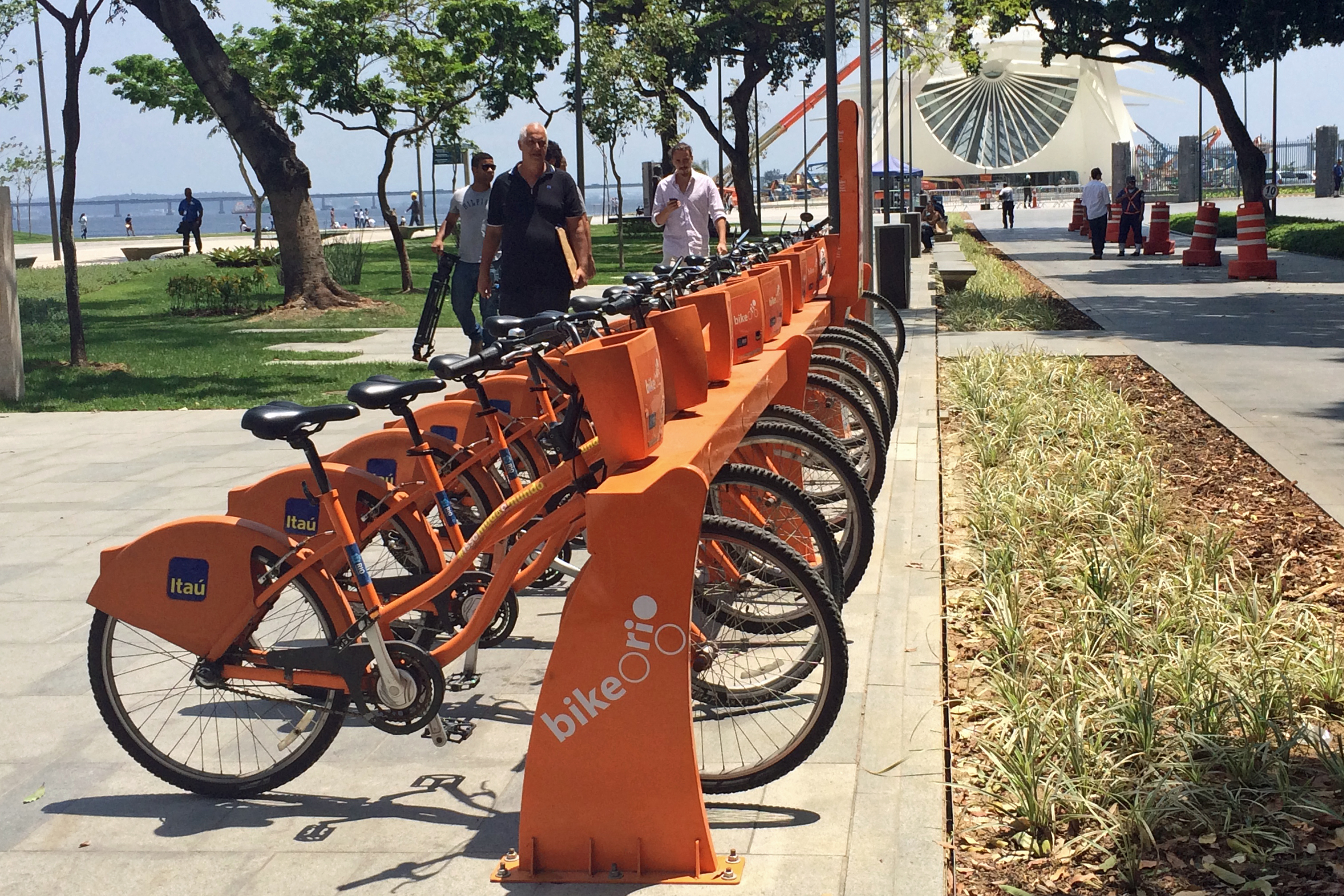
Estação de aluguel de bicicletas do sistema Bike Rio na Praça Mauá, no Rio de Janeiro

Sistema de bicicletas públicas, também conhecido como programa de bicicleta comunitária, programa de bicicletas amarelas, programa de bicicletas brancas, bicicletas públicas, bicicletas livres, bicicletas compartilhadas ou bicicletas de autosserviço, são esquemas em que um número de bicicletas são fornecidas para o uso público, com ou sem intermédio de uma empresa privada.
Os serviços de bicicleta comunitária podem ser fornecidos gratuitamente, ou com um valor de aluguel destinado a manter os custos envolvidos. Além do Vélib', também estão sendo testados em Paris os Veículos Elétricos de Auto-Serviço com os véiculos elétricos do modelo Bluecar. O veículo para aluguel público foi denominado de automobile libre (ou autolib).

## História
Os primeiros projetos de compartilhamento de bicicletas foram iniciados por várias entidades, como organizações comunitárias locais, projetos de caridade destinados aos desfavorecidos e também por empresas de aluguel. O programa comunitário mais antigo conhecido começou no verão de 1965 por Luud Schimmelpennink em associação com o grupo Provo em Amsterdã, nos Países Baixos. O movimento pintou cinquenta bicicletas de branco e as colocou destravadas na cidade para que todos pudessem usar livremente. O "Plano da Bicicleta Branca" (em neerlandês:  Wittefietsenplan) oferecia o transporte gratuitamente e que deveria ser usado para uma viagem e, em seguida, deixado para outra pessoa. Dentro de um mês, a maioria havia sido roubada e o restante foi encontrada nos canais próximos. O programa ainda está ativo em algumas partes dos Países Baixos, por exemplo, no Parque Nacional Hoge Veluwe. Anos depois, Schimmelpennink admitiu que "o experimento dos anos 60 nunca existiu da maneira que as pessoas acreditam" e que "não mais do que cerca de dez bicicletas" foram colocadas nas ruas. Como a polícia havia confiscado temporariamente os transportes dentro de um dia após serem liberadas ao público, o experimento durou, na verdade, menos de um mês. O livro Ecotopia de Ernest Callenbach (1975) ilustrou a ideia. No romance utópico de uma sociedade que não utiliza combustíveis fósseis, Callenbach descreveu um sistema de compartilhamento de bicicletas disponível aos habitantes, que é parte integrada do transporte público.
Para prevenir furtos, os programas de compartilhamento de bicicletas passaram a adotar sistemas de controle com cartões inteligentes. Um dos primeiros foi o Grippa, que usou o sistema Bikeabout de Portsmouth (Reino Unido). O projeto foi lançado em outubro de 1995 pela Universidade de Portsmouth, no Reino Unido, como parte do seu "Plano de Transporte Verde", em um esforço para reduzir o uso de carros por funcionários e estudantes. Parcialmente financiado pelo programa ENTRANCE da UE, o Bikeabout era totalmente automatizado. Por uma pequena taxa, os usuários recebiam cartões com tarja magnética que eram lidos e destravavam a bicicleta de seu suporte. Câmeras de circuito fechado de televisão (CCTV) localizadas nas estações ajudavam a limitar o vandalismo. Ao chegar ao local de destino, o cartão registrava sua devolução, verificando se possuía danos ou se o tempo de locação excedeu o máximo de três horas. Implementado com um orçamento inicial de aproximadamente £200.000, o Bikeabout nunca foi bem-sucedido em termos de uso pelos ciclistas, em parte devido ao número limitado de locais e ao horário de funcionamento. Restrições climáticas sazonais e preocupações com cobranças indevidas por danos nas bicicletas também criaram barreiras ao uso. Foi descontinuado pela universidade em 1998, em favor de um serviço ampliado de minibus; os custos totais do Bikeabout nunca foram divulgados.
Um dos primeiros projetos comunitários nos Estados Unidos foi iniciado em Portland, Oregon, em 1994 pelos ativistas cívicos e ambientais Tom O'Keefe, Joe Keating e Steve Gunther. Eles liberaram várias bicicletas nas ruas para uso irrestrito. Embora o "Projeto Bicicleta Amarela" tenha sido bem-sucedido em termos de publicidade, ele se mostrou insustentável devido ao roubo e vandalismo dos transportes. Foi eventualmente encerrado e substituído pelo programa "Create A Commuter" (CAC), que fornece transportes usados gratuitamente para pessoas de baixa renda e desfavorecidas, previamente selecionadas, que não conseguem ir ao trabalho ou frequentar cursos de treinamento profissional.
Em 1995, um sistema de 300 bicicletas, que utilizava moedas para destravar no estilo dos carrinhos de supermercado, foi introduzido em Copenhague. Foi uma iniciativa de Morten Sadolin e Ole Wessung, que desenvolveram a ideia após serem vítimas de roubo em uma noite de 1989. O "ByCylken" foi o primeiro grande programa a apresentar bicicletas especialmente projetadas, com peças que não podiam ser usadas em transportes comuns. Para obter uma, os ciclistas pagavam um depósito reembolsável em um dos 100 suportes e tinham uso ilimitado dentro de uma área delimitada.
Em 2016, o Departamento de Transportes de Portland (PBOT) lançou o Biketown, também conhecido como Biketown PDX, um sistema de compartilhamento de bicicletas em Portland, Oregon. Ele é operado pela Motivate, com a Nike, Inc. como patrocinadora oficial. No lançamento, o sistema contava com 100 estações e 1.000 bicicletas atendendo aos bairros centrais e do leste da cidade, com planos de expansão. A tecnologia evoluiu ao longo de décadas, e a disponibilidade na Ásia cresceu exponencialmente. Dos 15 maiores programas do mundo, 13 estão na China. Em 2012, os maiores estavam em Wuhan e Hangzhou, com cerca de 90.000 e 60.000 bicicletas, respectivamente. Em dezembro de 2016, aproximadamente 1.000 cidades já contavam com programas de compartilhamento.

## Objetivos
As pessoas usam o sistema de compartilhamento de bicicletas por várias razões, especialmente a percepção do custo de viagem e o tempo economizado no deslocamento. Alguns que de outra forma usariam suas próprias bicicletas têm preocupações com roubo, vandalismo,[estacionamento, armazenamento e manutenção.

### Alternativa sustentável

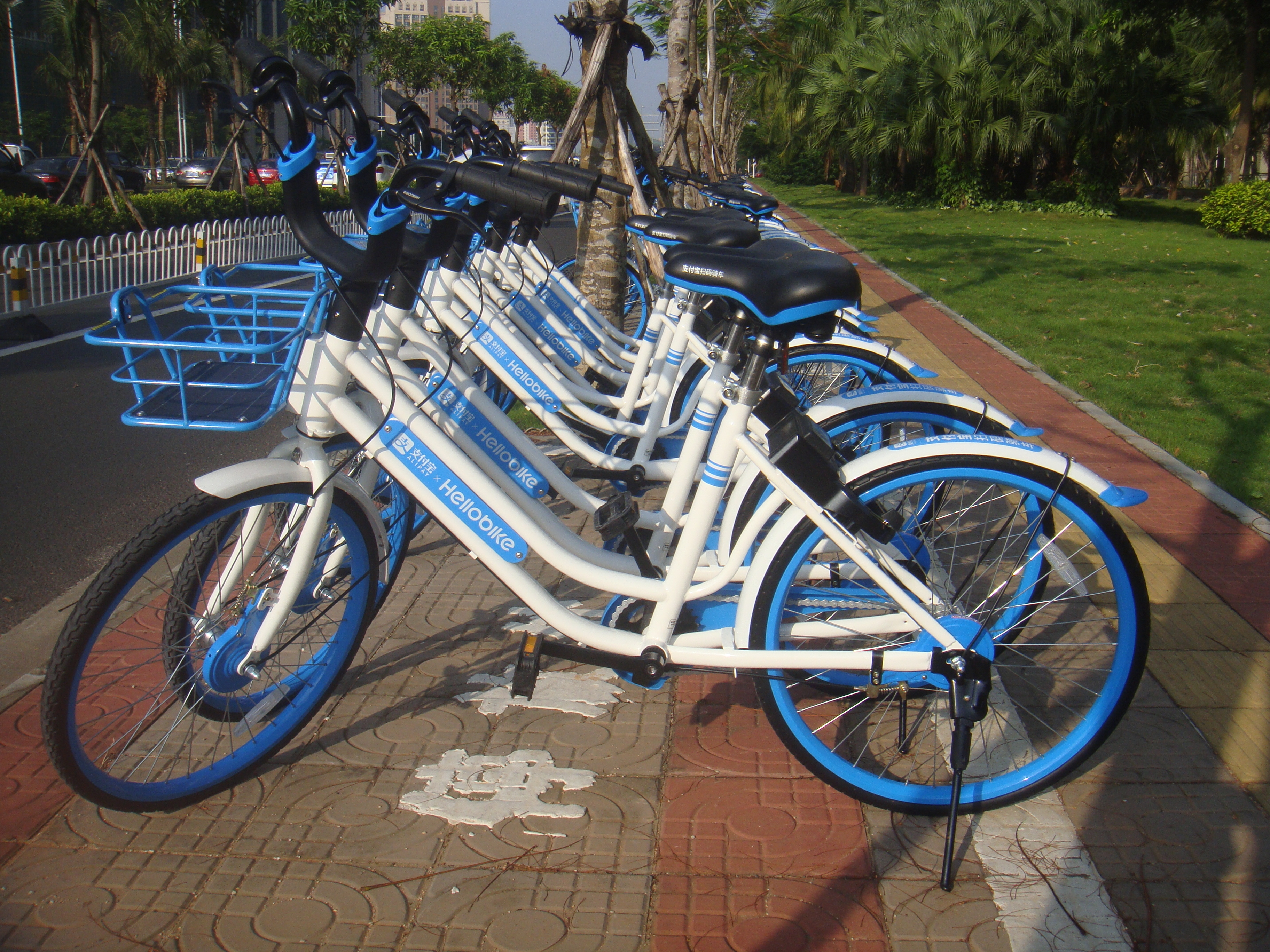
Uma Hellobike, uma das maiores empresas de compartilhamento de bicicletas em Xangai

A maioria dos programas em larga escala nas áreas urbanas possui várias estações de retirada de bicicletas e operam de forma semelhante aos sistemas de transporte público, atendendo tanto turistas e visitantes quanto residentes locais. Seu conceito central é fornecer acesso gratuito ou acessível para trajetos de curta distância, como alternativa aos veículos particulares, reduzindo assim o congestionamento, o ruído e a poluição do ar. Segundo uma pesquisa de 2016, o sistema de compartilhamento de bicicletas em Xangai economizou 8.358 toneladas de gasolina e reduziu as emissões de dióxido de carbono e NOx em 25.240 e 64 toneladas, respectivamente. A pesquisa também afirmou que o programa tem grande potencial para reduzir o consumo de energia com base em seu rápido desenvolvimento.

### Cobertura nos transportes
As bicicletas públicas também têm sido citadas como uma forma de resolver o problema da falta de cobertura das redes de transporte público. De acordo com uma pesquisa realizada sobre o YouBike em Taipei, em 2014, o sistema de compartilhamento é o mais utilizado como transporte até a primeira estação ou da última até os locais desejados. No entanto, os locais fixos têm sido criticados por serem menos convenientes do que uma bicicleta particular usada de porta a porta.

## Categorização

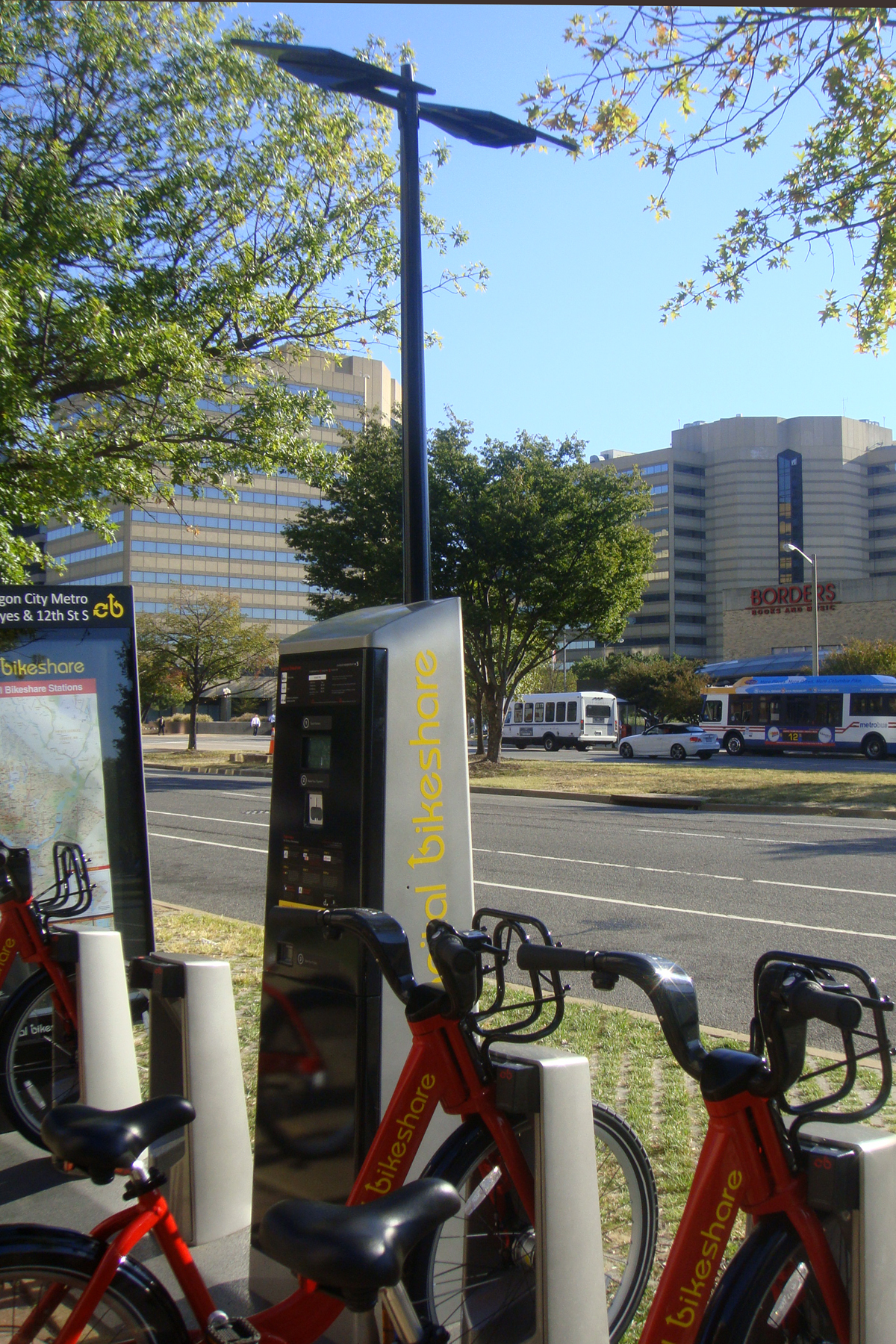
Estação de bicicletas nos subúrbios de Washington, D.C., alimentada por painéis solares

A maioria dos sistemas de compartilhamento permite que elas sejam devolvidas em qualquer estação, o que facilita viagens de ida, pois os usuários não precisam retornar as bicicletas ao ponto de origem. Assim, o transporte pode realizar de 10 a 15 viagens por dia com diferentes usuários, percorrendo até 10 000 km (6 200 mi) por ano. Cada bicicleta tem pelo menos uma viagem com um usuário único por dia, o que indica que em 2014 havia um mínimo de 294 milhões de ciclistas únicos usando sistemas de compartilhamento no mundo todo (806.200 bicicletas × 365), embora algumas estimativas sejam muito maiores.

### Estações com funcionários

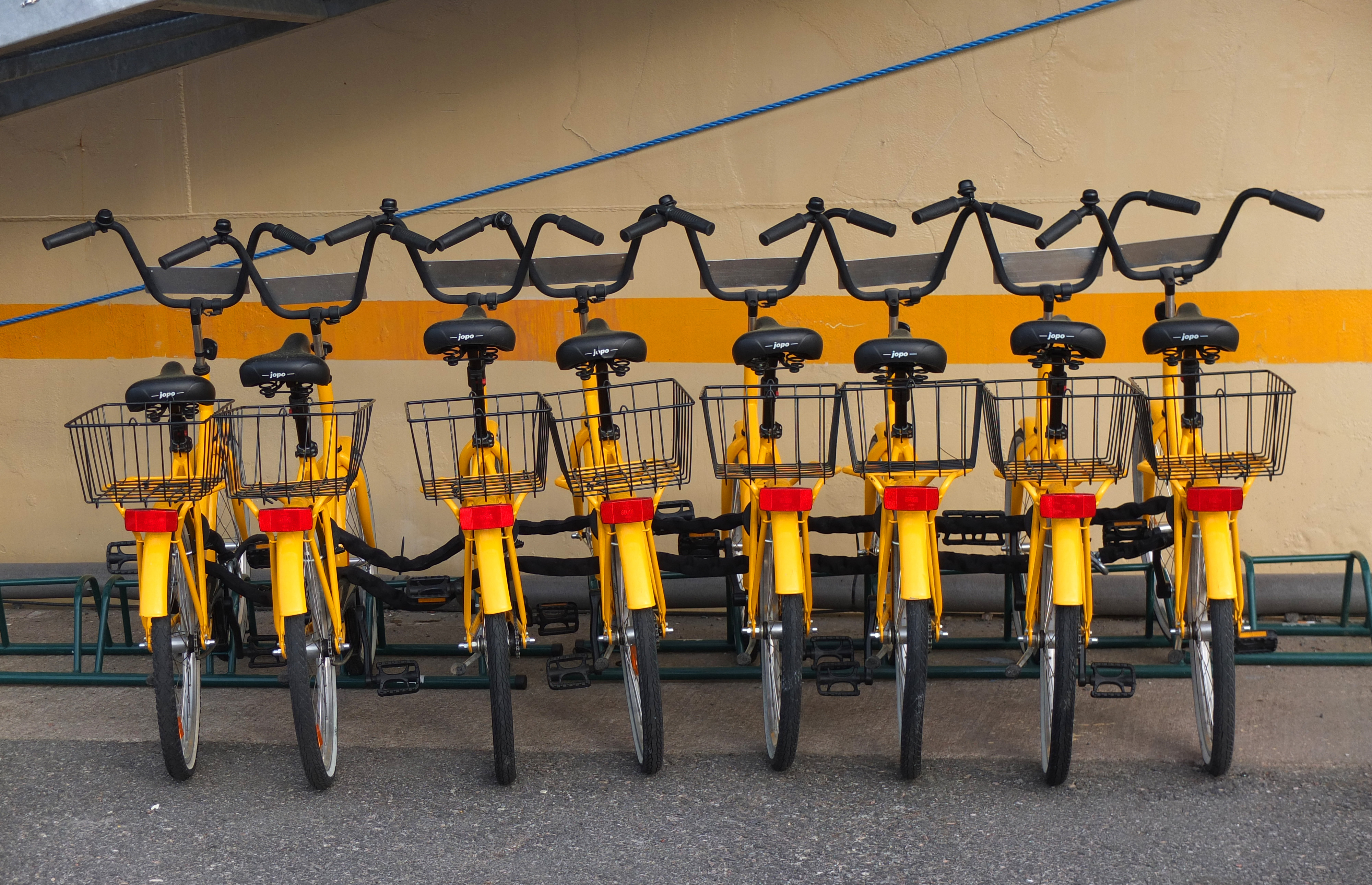
Bicicletas de aluguel em Turku, Finlândia

Também conhecido como aluguel de bicicletas, locação de bicicletas ou geração zero. Nesse sistema, um transporte pode ser alugado ou emprestado em um local específico e devolvido a esse mesmo local. Esses sistemas geralmente atendem excursionistas ou turistas. Também é utilizado por ciclistas em potencial que não possuem uma bicicleta. As estações ou locais de aluguel não são automatizados, sendo geridos por funcionários ou voluntários.

### Bicicletas brancas

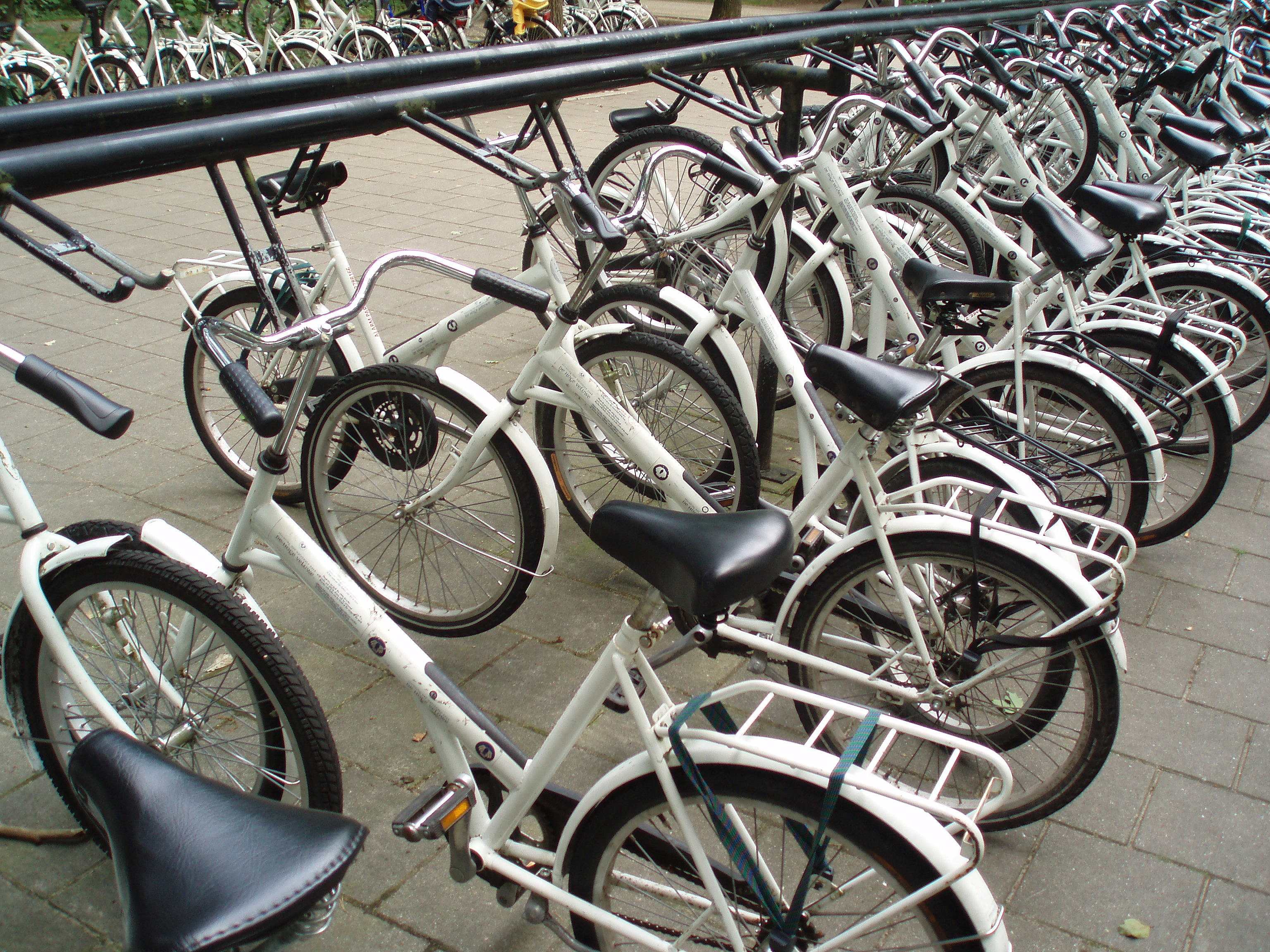
Bicicletas brancas de uso gratuito no Parque Nacional Hoge Veluwe, em Gelderland, Países Baixos

Também conhecido como bicicletas gratuitas, não regulamentadas ou de primeira geração. Nesse tipo de programa, os transportes são simplesmente distribuídos em uma cidade ou área específica para uso de qualquer pessoa. Em alguns casos, como em um campus universitário, são designadas apenas para uso dentro de certos limites. Os usuários devem deixá-las destrancada em uma área pública quando atingem seu destino. Dependendo da quantidade, a disponibilidade pode ser prejudicada, já que elas não precisam ser devolvidas a uma estação centralizada. Como estão destrancadas podem ser levadas por outro usuário a qualquer momento e o ciclista original pode precisar encontrar outro meio de transporte para a viagem de volta. Esse sistema elimina o custo de ter uma pessoa designando uma bicicleta a um usuário, mas historicamente sofrem com taxas de roubo e vandalismo. Muitas iniciativas foram abandonadas após alguns anos, enquanto outras têm sido bem-sucedidas por décadas.

### Estações com depósito de moeda

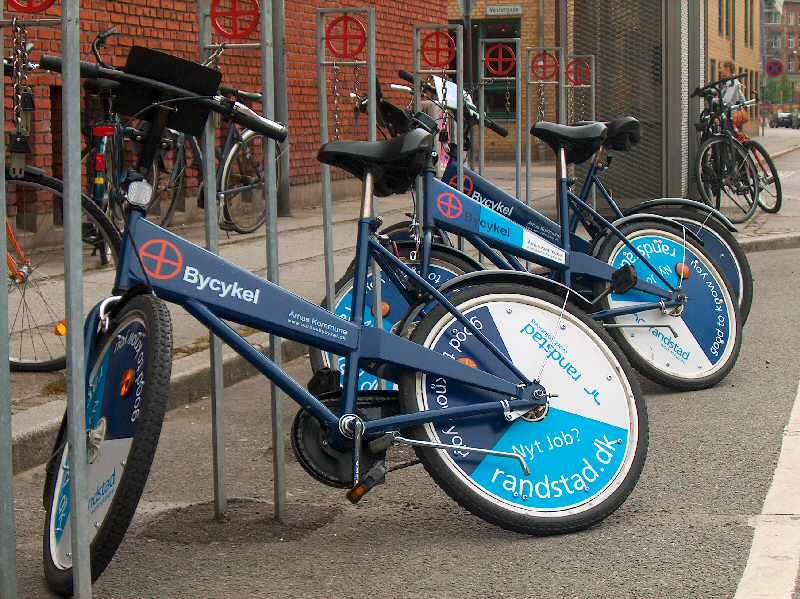
Três Bycykel devolvidas em uma estação com depósito de moeda

Também conhecido como segunda geração, esse sistema foi desenvolvido por Morten Sadolin e Ole Wessung, de Copenhague, depois que ambos foram vítimas de roubo em uma noite de 1989. As bicicletas, projetadas para uso intensivo com pneus de borracha maciça e rodas com placas de publicidade, possuem uma fenda onde pode ser inserida uma moeda para destravar, assim como um carrinho de compras. Elas podem ser, assim, emprestada gratuitamente e por tempo ilimitado, e a moeda de depósito pode ser recuperada ao devolvê-las a uma estação. Como o valor é uma fração do custo da bicicleta e o usuário não é registrado, esse sistema pode ser vulnerável a roubos e vandalismo. No entanto, o design distinto desencoraja o uso indevido até certo ponto. Os sistemas implementados geralmente possuem uma zona ou área específica onde o uso é permitido. Os primeiros sistemas de depósito de moedas foram lançados em 1991 em Farsø e Grenå, Dinamarca, e em 1993 em Nakskov, Dinamarca, com 26 bicicletas e 4 estações. Em 1995, o primeiro em grande escala, com 800 bicicletas, foi lançado em Copenhague como Bycyklen.

### Estações automatizadas

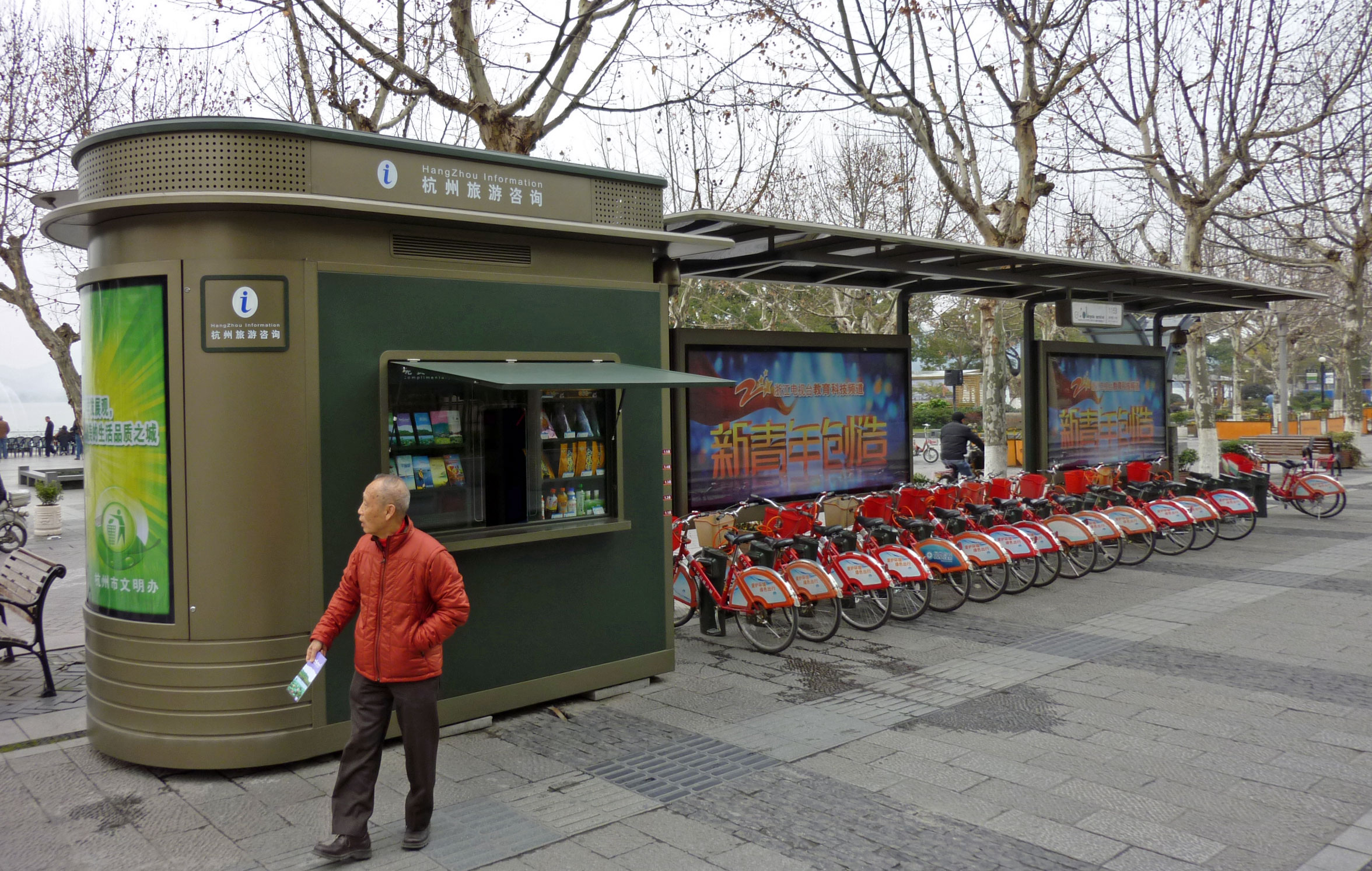
Hangzhou na China possuía o maior sistema de compartilhamento de bicicletas do mundo

Também conhecido como bicicletas por assinatura ou de terceira geração, consiste em transportes que podem ser emprestados ou alugados em uma estação automatizada e podem ser devolvidos em outra estação pertencente ao mesmo sistema. As estações de acoplamento são suportes especiais que travam a bicicleta e só a liberam por meio de controle computadorizado. Algumas cidades permitem o uso do mesmo cartão utilizado para o transporte de ônibus e trem para destravá-las. Esse sistema foi desenvolvido por Hellmut Slachta e Paul Brandstätter de 1990 a 1992, e implementado pela primeira vez em 1996 pela Universidade de Portsmouth.
A tecnologia foi experimentada em Viena (Citybike Wien) e implementada em grande escala em 2005 em Lyon (Vélo'v) e em 2007 em Paris (Vélib'). Desde então, mais de 1000 sistemas de compartilhamento de bicicletas dessa geração foram lançados. Os países com mais sistemas baseados em estações de acoplamento são Espanha (132), Itália (104) e China (79). Em meados de 2014, esses sistemas estavam disponíveis em 50 países nos cinco continentes, incluindo 712 cidades, operando aproximadamente 806.200 bicicletas em 37.500 estações. Em 2011, o programa de Wuhan na China era o maior do mundo. Em 2013, a China tinha uma frota combinada de 650.000 bicicletas públicas. Este sistema de compartilhamento reduz os custos de mão de obra das estações com funcionários (geração zero) e diminui o vandalismo e o roubo em comparação aos sistemas de primeira e segunda gerações, registrando os usuários. No entanto, exige um investimento maior em infraestrutura.

### Bicicletas sem estações

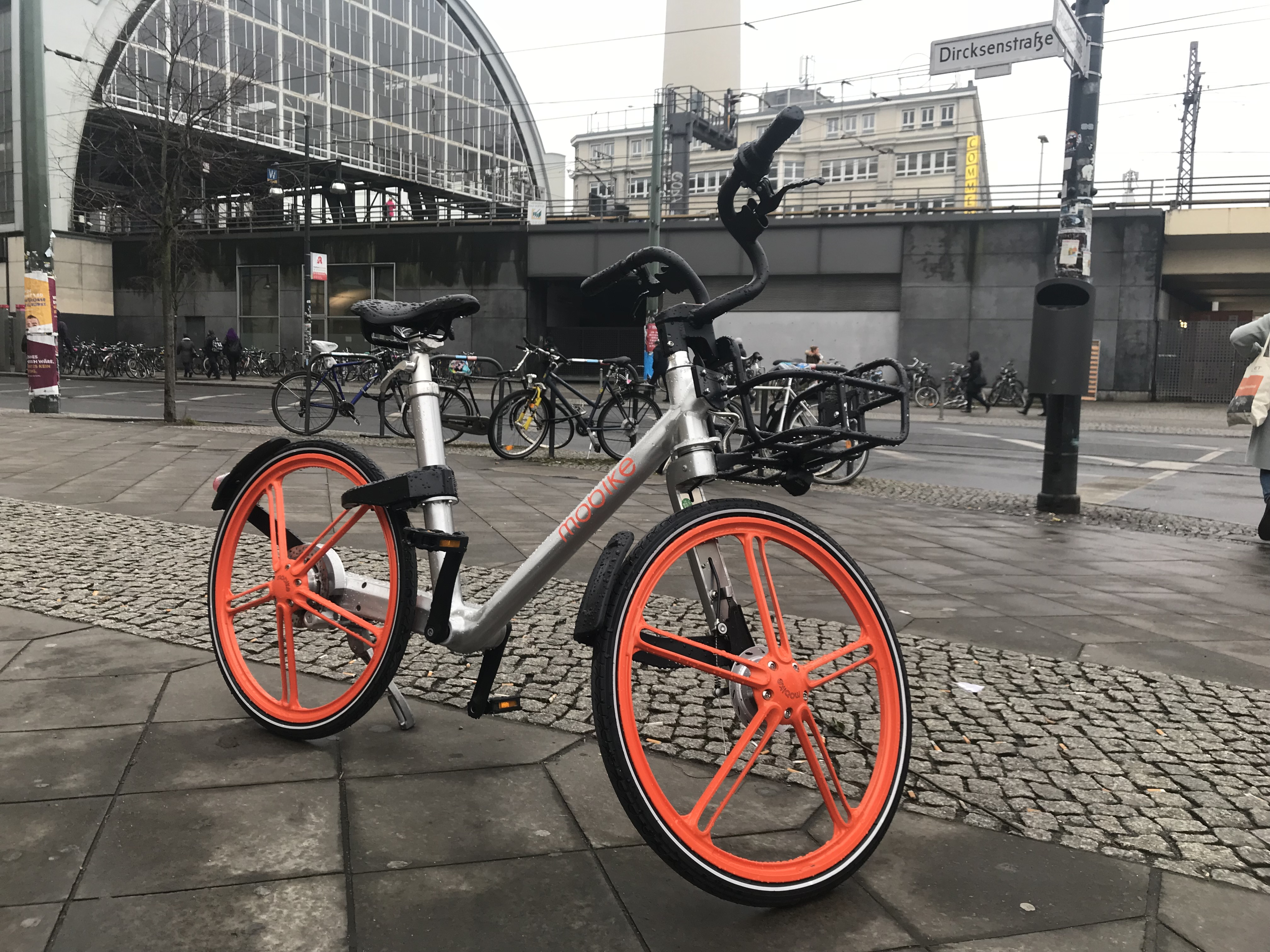
Uma bicicleta sem estação da Mobike, a maior operadora do mundo, com um cadeado eletrônico na roda traseira

Também conhecidas como bicicletas de circulação livre ou de quarta geração, esses sistemas inclue um cadeado integrado ao quadro, sem a necessidade de uma estação de acoplamento. As primeiras versões incluíam cadeados que podiam ser destrancadas por um usuário registrado, que ligava para o fornecedor para receber a senha de desbloqueio. O usuário, então, ligava novamente para informar onde a bicicleta havia sido estacionada e trancada. Esse sistema foi desenvolvido pela Deutsche Bahn em 1998 para incorporar códigos de autenticação digital (que mudam) para trancar e destrancar automaticamente as bicicletas. A Deutsche Bahn lançou o Call a Bike em 2000, permitindo que os usuários destrancassem via SMS ou ligação telefônica, e mais recentemente com um aplicativo. Melhorias tecnológicas e operacionais recentes, por meio de telefones e GPSs, abriram caminho para o aumento dramático desse tipo de sistema. Particularmente na China, Ofo e Mobike tornaram-se os maiores operadores do mundo, com milhões de bicicletas espalhadas por 100 cidades. Mais de 30 empresas privadas começaram a operar na China. No entanto, o rápido crescimento superou em muito a demanda imediata e sobrecarregou as cidades chinesas, onde a infraestrutura e as regulamentações não estavam preparadas para lidar com uma inundação repentina de milhões de bicicletas compartilhadas.
Por não precisarem de estações de acoplamento, que podem exigir planejamento urbano e permissões de construção, o sistema se espalhou rapidamente em escala global. Às vezes, os programas sem estação fixa são criticados como "clandestinos", implementados sem o devido respeito às autoridades locais. Em muitas cidades, empresas empreendedoras introduziram esse sistema de forma independente, apesar da falta de armazenamento adequado. As autoridades municipais não têm experiência em regulamentar esse modo de transporte e os hábitos sociais também não foram desenvolvidos. Em algumas jurisdições, as autoridades confiscaram bicicletas sem estação que estavam mal estacionadas, bloqueando potencialmente o tráfego de pedestres nas calçadas. Em outros casos, novas leis foram introduzidas. Em algumas cidades, existe uma combinação híbrida da terceira e quarta geração.

## Impactos

### Efeitos positivos

#### Na saúde
Um estudo publicado no American Journal of Public Health observou benefícios para a saúde onde sistemas de compartilhamento são operados. Nos Estados Unidos, os programas se proliferaram nos últimos anos, mas as taxas de colisão e lesões nesses sistemas são menores do que as taxas calculadas anteriormente para o ciclismo pessoal; pelo menos duas pessoas morreram enquanto usavam bicicletas públicas.
Há também evidências consideráveis de que os programas devem ser adotados em conjunto com a infraestrutura urbana, principalmente a criação de ciclovias. Um estudo de 2012 publicado no American Journal of Public Health descobriu que os ciclistas de Toronto tinham 30 a 50% mais chances de se envolver em um acidente em vias principais sem ciclovias do que naquelas com ciclovias.
O ciclismo é uma boa forma de exercício e alívio do estresse. Ele pode aumentar a recreação e melhorar a sociabilidade da cidade, tornando as pessoas mais felizes e relaxadas. Um relatório dos Centros de Controle e Prevenção de Doenças (CDC) apontou que a atividade também ajuda a prevenir doenças como obesidade e doenças cardíacas (pode reduzir até 82%) e diabetes (pode reduzir até 58%). Portanto, os sistemas de compartilhamento de bicicletas têm um efeito positivo na saúde mental e física, o que atrai mais usuários.

#### Menos congestionamento no trânsito
Um dos principais objetivos é reduzir o congestionamento no trânsito, especialmente em grandes áreas urbanas. Algumas evidências empíricas indicam que essa meta foi alcançada em diferentes graus, dependendo da cidade. Um artigo de 2015 na Transport Reviews examinou sistemas de compartilhamento em cinco cidades, incluindo Washington, D.C. e Minneapolis. O estudo mostrou que em Washington, os usuários substituíram viagens de carro por bicicletas em 8% das vezes, e em quase 20% das vezes em Minneapolis. Outro estudo sobre o programa Capital Bikeshare mostrou que o sistema contribuiu para uma redução de 2 a 3% no congestionamento dentro do bairro avaliado. Estudos realizados em 2017 em Pequim e Xangai associaram o aumento maciço de bicicletas compartilhadas sem estação à redução do número de viagens de automóveis com menos de cinco quilômetros. Em Guangzhou, a chegada do método sem estação teve um impacto positivo no crescimento do uso de bicicletas.

#### Menos poluição
Além de reduzir o congestionamento no trânsito, os sistemas de compartilhamento de bicicletas também visam reduzir a poluição do ar. O estudo sobre o Capital Bikeshare de Washington, D.C. estimou que a redução no congestionamento seria equivalente a aproximadamente 1,28 milhão de dólares em benefícios anuais, decorrentes da diminuição das emissões de CO2 induzidas pelo congestionamento. Um estudo separado sobre transporte na Austrália estimou que 1,5 kg de emissões equivalentes de CO2 são evitadas por um residente urbano que viaja 5 quilômetros de bicicleta em vez de carro durante o horário de pico.

#### Vagas de estacionamento
Os serviços mais antigos, especialmente aqueles que requerem áreas de devolução ao longo de ruas urbanas, podem reduzir o espaço disponível para estacionamento de carros. Embora alguns vejam isso como um aspecto negativo, geralmente é considerado um efeito colateral positivo, já que contribui para a transição da dependência de automóveis.

### Efeitos negativos

#### Desordem urbana
Em algumas cidades, as bicicletas sem local de devolução têm desordenado ruas e calçadas, degradando o ambiente estético urbano e bloqueando o tráfego de pedestres. Nas cidades chinesas, em particular, têm criado calçadas congestionadas, tornando-as intransitáveis, além de pilhas de bicicletas estacionadas ilegalmente.

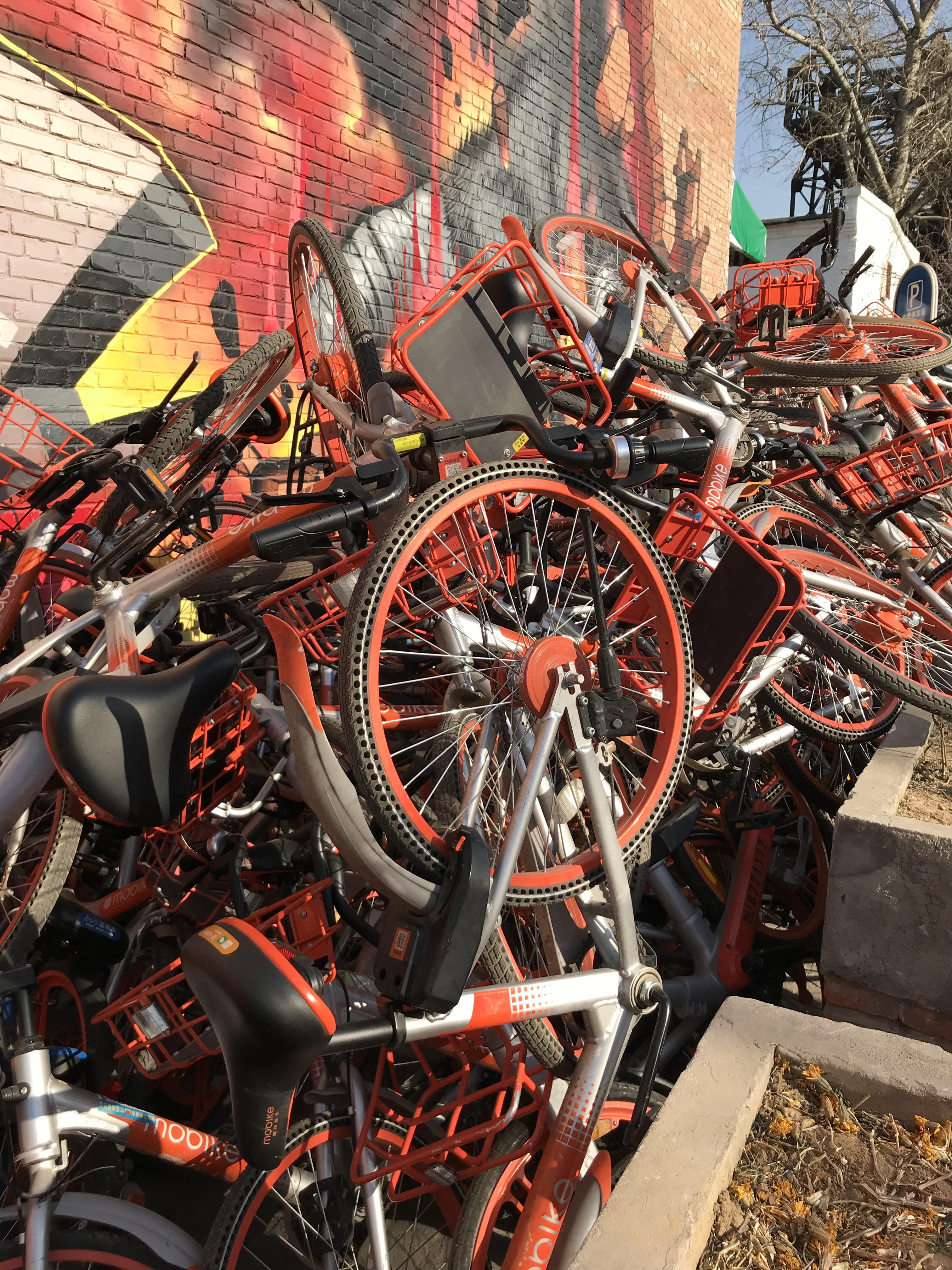
Bicicletas da empresa Mobike obstruem uma calçada em Pequim, China.

Devido ao fato de esses veículos serem deixados em vias públicas ou abandonados obstruindo o caminho de pedestres, elas têm sido apelidadas de "bicicletas lixo". As bicicletas sem local fixo podem dificultar o acesso de usuários de cadeiras de rodas e de outras pessoas que utilizam dispositivos de mobilidade, além de representar um perigo para pessoas com deficiência visual.

#### Parcerias público-privadas
Na economia pública, há possibilidade para a intervenção governamental se existirem falhas de mercado, ou em casos de redistribuição. O mercado de compartilhamento de bicicletas não opera no nível socialmente ótimo, o que justifica a necessidade de intervenção governamental, por meio de um subsídio para a provisão desse bem. Muitas cidades adotaram parcerias público-privadas para oferecer os serviços, como em Washington, D.C., com o programa Capital Bikeshare.

#### Competitividade e exclusão

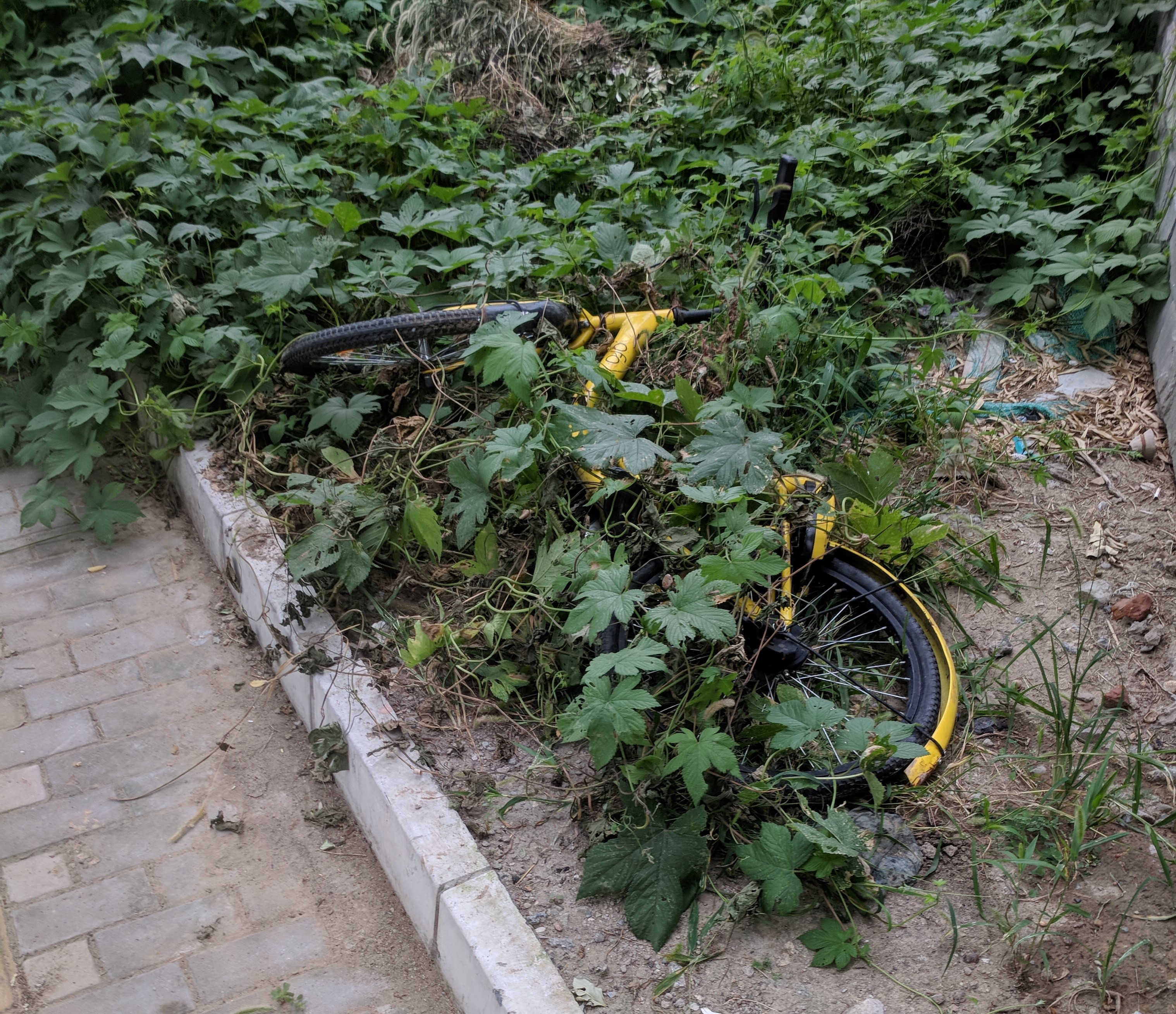
Uma bicicleta compartilhada foi descartada na grama

Muitas empresas buscam fornecer bicicletas compartilhadas como um bem público. Para que os sistemas sejam considerados assim, eles precisam evitar rivalidade. Muitas já oferecem seus serviços gratuitamente ou a preços muito baixos, aproximando-se do critério de não-exclusão. No entanto, para alcançar a não-rivalidade, elas precisam ser disponibilizadas em uma certa densidade dentro de uma área urbana. Existem vários desafios para isso, como a redistribuição. A Mobike, uma empresa chinesa, abordou esse problema pagando seus usuários para deslocar as bicicletas de áreas de baixa demanda para áreas de alta demanda. Em Nova Iorque, o Citi Bike tem um programa semelhante chamado "Bike Angel", que oferece descontos e prêmios as pessoas que ajudam a equilibrar a distribuição.
Outras empresas, como a oBike, introduziram um sistema de pontos para penalizar comportamentos negativos, como o estacionamento ilegal das bicicletas. Economistas especulam que uma combinação de preços eficientes com políticas regulatórias bem desenhadas poderia mitigar significativamente os problemas de excesso de oferta e desordem urbana.
O mercado chinês demonstrou os perigos do excesso de oferta em 2018. As empresas aproveitaram a falta de regulamentação clara nos anos anteriores para introduzir milhões de bicicletas compartilhadas nas cidades do país. Os usuários não foram educados sobre como utilizar corretamente e, em muitos casos, tratavam o transporte como descartável, estacionando em qualquer lugar. Os governos municipais foram forçados a confiscar as bicicletas abandonadas quando elas bloqueavam vias públicas, e milhões foram diretamente para os depósitos de sucata após as empresas que as possuíam entrarem em falência.

## Críticas
Apesar dos benefícios teóricos e observados, os programas de compartilhamento de bicicletas têm sido alvo de críticas à medida que sua presença cresce em todo o mundo. Grande parte dessa crítica se concentra no uso de financiamento público – críticos argumentam que o dinheiro dos impostos usado deveria ser redirecionado para outros serviços que mais moradores utilizam diariamente. No entanto, esse argumento se baseia em uma suposição equivocada de que o dinheiro dos impostos é uma fonte significativa de financiamento. Uma análise realizada pela People for Bikes, uma organização que defende novas e seguras infraestruturas cicloviárias, descobriu que o investimento público nos programas Greenbike de Salt Lake City e B-Cycle de Denver foi significativamente menor que o dos sistemas de transporte público tradicionais (por exemplo, ônibus ou trem) nessas mesmas cidades. Tanto o Greenbike quanto o B-Cycle recebem subsídios públicos que representam 10% ou menos do custo total de uma viagem. Em contraste, o sistema de ônibus e trem de Salt Lake City depende de 80% de financiamento público para cada viagem.
Outros críticos afirmam que os programas falham em atingir comunidades de baixa renda. Algumas iniciativas tentaram abordar essa questão, como o programa Citi Bike de Nova Iorque, que visa aumentar o uso entre os moradores pobres. No entanto, cerca de 80% dos entrevistados em um estudo relataram que não tinham conhecimento do desconto oferecido pelo programa.
Outra crítica aponta obstáculos técnicos e organizacionais crescentes. Além da necessidade de registro – fornecendo endereços – ou depósitos de segurança – em dinheiro ou dados de cartão bancário –, muitos sistemas exigem celulares com determinados sistemas operacionais e contas de usuário, geralmente da Apple ou Google, ou até mesmo uma conexão de dados móveis permanente ou temporária para desbloquear e devolver as bicicletas.

## Sistemas

### Brasil
| UF | Cidade                             | Nome                 | Estações | Bicicletas |
| -- | ---------------------------------- | -------------------- | -------- | ---------- |
| AM | Manaus                             | MANÔbike             | 14       |            |
| BA | Salvador                           | Bike Salvador        | 50       | 400        |
| CE | Fortaleza                          | Bicicletar           | 90       | 950        |
| CE | Fortaleza                          | Bicicleta Integrada  | 6        |            |
| DF | Brasília                           | Tembici              | 70       | 530        |
| ES | Serra                              | Bike Serra           | 20       |            |
| ES | Vila Velha                         | Bike VV              | 20       | 200        |
| ES | Vitória                            | Bike Vitória         | 27       |            |
| GO | Goiânia                            | GynDebike            | 14       |            |
| MG | Belo Horizonte                     | Bike Estácio         | 20       | 100        |
| PA | Belém                              | Bike Belém           | 9        |            |
| PE | Petrolina                          | Petrobike            |          |            |
| PE | Recife                             | Bike Itaú            | 90       | 900        |
| PR | Cascavel                           | Cascavel Vai de Bici | 8        |            |
| PR | Curitiba                           | Bike Estácio         | 50       | 500        |
| RJ | Maricá                             | Vermelhinhas da EPT  | 11       |            |
| RJ | Niterói                            | Nit Bike             | 30       |            |
| RJ | Rio de Janeiro                     | Bike Itaú            | 390      | 5000       |
| RS | Passo Fundo                        | PF Vai de Bici       | 11       | 108        |
| RS | Pelotas                            | BikePel              | 14       | 100        |
| RS | Porto Alegre                       | Bike Itaú            | 100      | 1000       |
| SC | Florianópolis                      | Bike Estácio         | 15       | 150        |
| SE | Aracaju                            | Caju Bike            | 16       |            |
| SP | Bertioga (Riviera de São Lourenço) | Rivibike             | 7        | 60         |
| SP | Santos                             | Bike Santos          | 36       |            |
| SP | São Paulo                          | Bike Itaú            | 240      | 3000       |
| SP | São Paulo                          | CicloSampa           | 17       |            |
| SP | Sorocaba                           | Integra Bike         | 15       |            |

### Portugal
| Cidade          | Nome                                            | Estações                      | Bicicletas                      |
| --------------- | ----------------------------------------------- | ----------------------------- | ------------------------------- |
| Aveiro          | BUGA Bicicleta de Utilização Gratuita de Aveiro | 30 (ano 2000) 2 (ano 2005)    | 350 (ano 2000) 250 (ano 2005)   |
| Cascais         | biCas                                           | 3                             | 60                              |
| Lisboa          | Gira Biblicletas de Lisboa                      | 48 (ano 2018) 140 (previstas) | 456 (ano 2018) 1400 (previstas) |
| Torres Vedras   | Agostinhas                                      | 14                            | 260                             |
| Loulé Vilamoura | Vilamoura Public Bikes                          | 43                            | 260                             |
| Rio Maior       | RMBikes                                         | 6                             | 24                              |
| Viseu           | MUV Bike                                        | -                             | -                               |